# کارن بارسقیان
کارن بارسقیان (ارمنی: Կարեն Անդրանիկի Բարսեղյան؛ ۱۵ مارس ۱۹۷۵) بازیکن فوتبال در پست مدافع اهل ارمنستان است.

## باشگاهی
از باشگاه‌هایی که در آن بازی کرده‌است می‌توان به باشگاه فوتبال آرارات ایروان، باشگاه فوتبال کوتایک، باشگاه فوتبال اسپارتاک ایروان، باشگاه فوتبال آرارات تهران، باشگاه فوتبال بانانتس، باشگاه فوتبال هومنتمن بیروت، باشگاه فوتبال کیلیکیا، باشگاه فوتبالو باشگاه فوتبال گاندزاسار کاپان اشاره کرد.

## تیم ملی
وی همچنین در تیم ملی فوتبال ارمنستان بازی کرده‌است. بارسقیان نخستین بازی ملی خود را که یک بازی دوستانه بود در تاریخ ۲۱ نوامبر ۱۹۹۸ در آبوویان در مقابل استونی انجام داده‌است.